# Bagdad (Gouvernement)
Das irakische Gouvernement Bagdad (arabisch محافظة بغداد Muḥāfaẓat Baġdād) besteht aus der Hauptstadt Bagdad und der umliegenden Fläche. Mit 734 km² Fläche ist es das kleinste und gleichzeitig mit ca. 8.126.755 Einwohnern (Schätzung 2018) das bevölkerungsreichste der 18 Gouvernements des Iraks. Einst war Bagdad das am besten entwickelte Gouvernement des Iraks. Seit der US-Invasion 2003 ist vieles zerstört worden.
Das im Osten an die iranische Provinz Luristan grenzende Gouvernement besteht aus folgenden 8 Distrikten:
- al-Karch (Stadt Bagdad westl. des Tigris)
- Rusafa (Bagdad östl. des Tigris)
- ath-Thawra (Saddam City/Sadr City)
- al-Kazimiyya
- al-Mahmudiyya
- Abu Ghuraib
- al-Mada'in
- al-Adhamiya

Am 15. Oktober 2005 stimmten von 2.120.615 Wähler 77,70 % mit Ja für die neue Verfassung.